# Esau (film)
Pour les articles homonymes, voir Ésaü (homonymie).
Pour plus de détails, voir Fiche technique et Distribution.
Esau (Эсав) est un film réalisé par Pavel Lounguine, sorti en 2019.
C'est l'adaptation du roman Le baiser d'Esaü de Meir Shalev paru en 1991.

## Fiche technique
- Titre original : Эсав, Esav
- Titre français : Esau
- Réalisation : Pavel Lounguine
- Scénario : Pavel Lounguine et Evgueni Roumane d'après le roman de Meir Shalev
- Photographie : Fred Kelemen
- Montage : Tim Pavelko
- Musique : Katia Tchemberdji
- Pays d'origine : Russie - Israël - Royaume-Uni
- Format : Couleurs - 35 mm
- Genre : drame
- Durée : 110 minutes
- Date de sortie : 2019

## Distribution
- Lior Ashkenazi : Esau
- Harvey Keitel : Abraham
- Shira Haas : Leah
- Mark Ivanir : Jacob
- Ioulia Peressild : Sarah
- Ksenia Rappoport : Cheznous
- Gila Almagor : Bulica